# Pečeňady
Pečeňady é um município da Eslováquia, situado no distrito de Piešťany, na região de Trnava. Tem 8,57 km² de área e sua população em 2018 foi estimada em 562 habitantes.

## Demografia
| Ano:        | 1994 | 2004   | 2014    | 2024   |
| ----------- | ---- | ------ | ------- | ------ |
| Broj ljudi: | 521  | 477    | 529     | 564    |
| Razlika:    |      | -8,44% | +10,90% | +6,61% |

| Ano:               | 2023 | 2024   |
| ------------------ | ---- | ------ |
| Número de pessoas: | 566  | 564    |
| Diferença:         |      | -0,35% |